# Liste der Nummer-eins-Hits in Frankreich (2022)
Diese Liste der Nummer-eins-Hits in Frankreich 2022 basiert auf den offiziellen Chartlisten des Syndicat National de l’édition Phonographique (SNEP), der französischen Landesgruppe der IFPI. Die Liste gibt die Nummer-eins-Platzierungen der Top Singles und der Top Albums wieder.

## Singles
| ← 2021 ← | Liste der Nummer-eins-Hits in Frankreich | Liste der Nummer-eins-Hits in Frankreich | Liste der Nummer-eins-Hits in Frankreich | 2023 → |
| \| Zeitraum \| Wo. ges. \| Interpret \| Titel Autor(en) \| Zusätzliche Informationen \| \| (Zeitraum, Wochen auf Platz eins, Interpret, Titel, Autor[en], zusätzliche Informationen) \| \| \| \| \| \| ----------------------------------------------------------------------------------------- \| -------- \| ------------------------- \| ------------------------------------------------------------------------------------------------------------------------------------------------- \| ----------------------------------------------------------------------------------------------------------------------------------------- \| \| 10. Dezember 2021 – 20. Januar 2022 6 Wochen (insgesamt 9) \| 9 \| Ninho \| Jefe Philipp Bock, Nicolas Anthony Stenz, Arthur Minasyan, William Levi Nzobazola \| – \| \| 21. Januar 2022 – 27. Januar 2022 1 Woche (insgesamt 2) \| 2 \| Stromae \| L’enfer Paul Van Haver \| – \| \| 28. Januar 2022 – 10. Februar 2022 2 Wochen (insgesamt 9) \| 9 \| Ninho \| Jefe Philipp Bock, Nicolas Anthony Stenz, Arthur Minasyan, William Levi Nzobazola \| – \| \| 11. Februar 2022 – 17. Februar 2022 1 Woche \| 1 \| Vald feat. Orelsan \| Péon Aurélien Cotentin, Samuel Taieb, Valentin le Du \| – \| \| 18. Februar 2022 – 24. Februar 2022 1 Woche (insgesamt 9) \| 9 \| Ninho \| Jefe Philipp Bock, Nicolas Anthony Stenz, Arthur Minasyan, William Levi Nzobazola \| – \| \| 25. Februar 2022 – 10. März 2022 2 Wochen \| 2 \| Timal feat. Gazo \| Filtré Yannick Stephane Messanh Mahouto, Ruben Leevay Louis, Ibrahima Diakité \| – \| \| 11. März 2022 – 17. März 2022 1 Woche (insgesamt 2) \| 2 \| Stromae \| L’enfer Paul Van Haver \| – \| \| 18. März 2022 – 31. März 2022 2 Wochen \| 2 \| Aya Nakamura feat. Damso \| Dégaine Aya Danioko, William Kalubi Mwamba, Guy Pascal Ziré \| – \| \| 1. April 2022 – 28. April 2022 4 Wochen \| 4 \| Disiz feat. Damso \| Rencontre Augustin Marie Charnet, Lucas Marius Vuaflart, Kevin Nkuansambu-Miahumba Bwana, Gueye Serigne M’Baye, William Kalubi Mwamba \| – \| \| 29. April 2022 – 5. Mai 2022 1 Woche \| 1 \| Harry Styles \| As It Was Harry Edward Styles, Thomas Edward Percy Hull, Tyler Sam Johnson \| – \| \| 6. Mai 2022 – 19. Mai 2022 2 Wochen \| 2 \| Soolking \| Suavemente Abderraouf Derradji \| – \| \| 20. Mai 2022 – 26. Mai 2022 1 Woche \| 1 \| Gazo \| Celine 3x Adila Sedraïa, Leo Louis Christian Eynard, Pascal Boniani Koeu, Karim Deneyer, Louis Antoine Marie Jacoberger, Ibrahima Diakité \| – \| \| 27. Mai 2022 – 30. Juni 2022 5 Wochen \| 5 \| Alonzo feat. Ninho & Naps \| Tout va bien Louis Antoine Marie Jacoberger, Abderrahmane Meziane, William Levi Nzobazola, Kamel Kasmi, Nabil Boukhobza, Kassimou Djae \| – \| \| 1. Juli 2022 – 21. Juli 2022 3 Wochen \| 3 \| Fresh \| Chop Musik: Joshua Prem Rosinet, Leo Louis Christian Eynard, Louis Antoine Marie Jacoberger, Sohaib Temssamani; Text: Julien Diomi G. Aberi Moska \| Der belgische Rapper ist der erste Sieger der französischen Netflix-Show Nouvelle École und steigt mit seinem Debüt direkt an die Spitze. \| \| 22. Juli 2022 – 4. August 2022 2 Wochen (insgesamt 3) \| 3 \| Zeg P feat. Hamza & Sch \| Fade Up Julien Schwarzer, Hamza Al-Farissi, Mohamed Zeghoudi \| – \| \| 5. August 2022 – 11. August 2022 1 Woche \| 1 \| Gambi \| Petete Rune Reilly Kølsch, Elias Hensel Dominguez, Dylan Lyle Van Rhyn, Michaël Richard Mathieu, Filippo Fiocchi, Willem Jean-Charles \| – \| \| 12. August 2022 – 18. August 2022 1 Woche (insgesamt 3) \| 3 \| Zeg P feat. Hamza & Sch \| Fade Up Julien Schwarzer, Hamza Al-Farissi, Mohamed Zeghoudi \| – \| \| 19. August 2022 – 3. November 2022 11 Wochen (insgesamt 13) \| 13 \| Gazo \| Die Ibrahima Diakité, Amine Adam Diouane, Mickael Ormiga Gangya \| – \| \| 4. November 2022 – 10. November 2022 1 Woche \| 1 \| Sch \| Lif Benali Lachachi, Julien Schwarzer \| – \| \| 11. November 2022 – 24. November 2022 2 Wochen (insgesamt 13) \| 13 \| Gazo \| Die Ibrahima Diakité, Amine Adam Diouane, Mickael Ormiga Gangya \| – \| \| 25. November 2022 – 22. Dezember 2022 4 Wochen (insgesamt 5) \| 5 \| Zola \| Amber Aurélien Louis Mazin, Djamel Fezari, Aurélien Gérald Julien Guy N’Zuzi Zola \| – \| \| 23. Dezember 2022 – 29. Dezember 2022 1 Woche \| 1 \| Central Cee \| Let Go Michael David Rosenberg, Oakley Neil H. Caesar-Su, Emmanuel Chinonyerem Oparah, Kehinde Akindojuromi \| – \| \| 30. Dezember 2022 – 5. Januar 2023 1 Woche (insgesamt 3) \| 3 \| Mariah Carey \| All I Want for Christmas Is You Walter N. Afanasieff, Mariah Carey \| An Weihnachten 2018 war das Lied bereits einmal das meistgespielte in Frankreich. \| |                                          |                                          | | |
| ← 2021 |                                          |                                          | | → 2023 → |
| Zeitraum | Wo. ges.                                 | Interpret                                | Titel Autor(en) | Zusätzliche Informationen |
| (Zeitraum, Wochen auf Platz eins, Interpret, Titel, Autor[en], zusätzliche Informationen) |                                          |                                          | | |
| 10. Dezember 2021 – 20. Januar 2022 6 Wochen (insgesamt 9) | 9                                        | Ninho                                    | Jefe Philipp Bock, Nicolas Anthony Stenz, Arthur Minasyan, William Levi Nzobazola                                                                 | – |
| 21. Januar 2022 – 27. Januar 2022 1 Woche (insgesamt 2) | 2                                        | Stromae                                  | L’enfer Paul Van Haver | – |
| 28. Januar 2022 – 10. Februar 2022 2 Wochen (insgesamt 9) | 9                                        | Ninho                                    | Jefe Philipp Bock, Nicolas Anthony Stenz, Arthur Minasyan, William Levi Nzobazola                                                                 | – |
| 11. Februar 2022 – 17. Februar 2022 1 Woche | 1                                        | Vald feat. Orelsan                       | Péon Aurélien Cotentin, Samuel Taieb, Valentin le Du                                                                                              | – |
| 18. Februar 2022 – 24. Februar 2022 1 Woche (insgesamt 9) | 9                                        | Ninho                                    | Jefe Philipp Bock, Nicolas Anthony Stenz, Arthur Minasyan, William Levi Nzobazola                                                                 | – |
| 25. Februar 2022 – 10. März 2022 2 Wochen | 2                                        | Timal feat. Gazo                         | Filtré Yannick Stephane Messanh Mahouto, Ruben Leevay Louis, Ibrahima Diakité                                                                     | – |
| 11. März 2022 – 17. März 2022 1 Woche (insgesamt 2) | 2                                        | Stromae                                  | L’enfer Paul Van Haver | – |
| 18. März 2022 – 31. März 2022 2 Wochen | 2                                        | Aya Nakamura feat. Damso                 | Dégaine Aya Danioko, William Kalubi Mwamba, Guy Pascal Ziré                                                                                       | – |
| 1. April 2022 – 28. April 2022 4 Wochen | 4                                        | Disiz feat. Damso                        | Rencontre Augustin Marie Charnet, Lucas Marius Vuaflart, Kevin Nkuansambu-Miahumba Bwana, Gueye Serigne M’Baye, William Kalubi Mwamba             | – |
| 29. April 2022 – 5. Mai 2022 1 Woche | 1                                        | Harry Styles                             | As It Was Harry Edward Styles, Thomas Edward Percy Hull, Tyler Sam Johnson                                                                        | – |
| 6. Mai 2022 – 19. Mai 2022 2 Wochen | 2                                        | Soolking                                 | Suavemente Abderraouf Derradji | – |
| 20. Mai 2022 – 26. Mai 2022 1 Woche | 1                                        | Gazo                                     | Celine 3x Adila Sedraïa, Leo Louis Christian Eynard, Pascal Boniani Koeu, Karim Deneyer, Louis Antoine Marie Jacoberger, Ibrahima Diakité         | – |
| 27. Mai 2022 – 30. Juni 2022 5 Wochen | 5                                        | Alonzo feat. Ninho & Naps                | Tout va bien Louis Antoine Marie Jacoberger, Abderrahmane Meziane, William Levi Nzobazola, Kamel Kasmi, Nabil Boukhobza, Kassimou Djae            | – |
| 1. Juli 2022 – 21. Juli 2022 3 Wochen | 3                                        | Fresh                                    | Chop Musik: Joshua Prem Rosinet, Leo Louis Christian Eynard, Louis Antoine Marie Jacoberger, Sohaib Temssamani; Text: Julien Diomi G. Aberi Moska | Der belgische Rapper ist der erste Sieger der französischen Netflix-Show Nouvelle École und steigt mit seinem Debüt direkt an die Spitze. |
| 22. Juli 2022 – 4. August 2022 2 Wochen (insgesamt 3) | 3                                        | Zeg P feat. Hamza & Sch                  | Fade Up Julien Schwarzer, Hamza Al-Farissi, Mohamed Zeghoudi                                                                                      | – |
| 5. August 2022 – 11. August 2022 1 Woche | 1                                        | Gambi                                    | Petete Rune Reilly Kølsch, Elias Hensel Dominguez, Dylan Lyle Van Rhyn, Michaël Richard Mathieu, Filippo Fiocchi, Willem Jean-Charles             | – |
| 12. August 2022 – 18. August 2022 1 Woche (insgesamt 3) | 3                                        | Zeg P feat. Hamza & Sch                  | Fade Up Julien Schwarzer, Hamza Al-Farissi, Mohamed Zeghoudi                                                                                      | – |
| 19. August 2022 – 3. November 2022 11 Wochen (insgesamt 13) | 13                                       | Gazo                                     | Die Ibrahima Diakité, Amine Adam Diouane, Mickael Ormiga Gangya                                                                                   | – |
| 4. November 2022 – 10. November 2022 1 Woche | 1                                        | Sch                                      | Lif Benali Lachachi, Julien Schwarzer | – |
| 11. November 2022 – 24. November 2022 2 Wochen (insgesamt 13) | 13                                       | Gazo                                     | Die Ibrahima Diakité, Amine Adam Diouane, Mickael Ormiga Gangya                                                                                   | – |
| 25. November 2022 – 22. Dezember 2022 4 Wochen (insgesamt 5) | 5                                        | Zola                                     | Amber Aurélien Louis Mazin, Djamel Fezari, Aurélien Gérald Julien Guy N’Zuzi Zola                                                                 | – |
| 23. Dezember 2022 – 29. Dezember 2022 1 Woche | 1                                        | Central Cee                              | Let Go Michael David Rosenberg, Oakley Neil H. Caesar-Su, Emmanuel Chinonyerem Oparah, Kehinde Akindojuromi                                       | – |
| 30. Dezember 2022 – 5. Januar 2023 1 Woche (insgesamt 3) | 3                                        | Mariah Carey                             | All I Want for Christmas Is You Walter N. Afanasieff, Mariah Carey                                                                                | An Weihnachten 2018 war das Lied bereits einmal das meistgespielte in Frankreich.                                                         |

## Alben
| ← 2021 ← | Liste der Nummer-eins-Hits in Frankreich | Liste der Nummer-eins-Hits in Frankreich | Liste der Nummer-eins-Hits in Frankreich | 2023 →                    |
| \| Zeitraum \| Wo. ges. \| Interpret \| Titel \| Zusätzliche Informationen \| \| (Zeitraum, Wochen auf Platz eins, Interpret, Titel, zusätzliche Informationen) \| \| \| \| \| \| ------------------------------------------------------------------------------ \| -------- \| ------------------------ \| ------------------------------------ \| ------------------------- \| \| 31. Dezember 2021 – 6. Januar 2022 1 Woche (insgesamt 8) \| 8 \| Orelsan \| Civilisation \| – \| \| 7. Januar 2022 – 20. Januar 2022 2 Wochen (insgesamt 4) \| 4 \| Ninho \| Jefe \| – \| \| 21. Januar 2022 – 27. Januar 2022 1 Woche (insgesamt 8) \| 8 \| Orelsan \| Civilisation \| – \| \| 28. Januar 2022 – 3. Februar 2022 1 Woche \| 1 \| Jazzy Bazz \| Memoria \| – \| \| 4. Februar 2022 – 10. Februar 2022 1 Woche \| 1 \| Kaaris & Kalash Criminel \| SVR \| – \| \| 11. Februar 2022 – 24. Februar 2022 2 Wochen \| 2 \| Vald \| V \| – \| \| 25. Februar 2022 – 10. März 2022 2 Wochen (insgesamt 8) \| 8 \| Orelsan \| Civilisation \| – \| \| 11. März 2022 – 17. März 2022 1 Woche (insgesamt 3) \| 3 \| Stromae \| Multitude \| – \| \| 18. März 2022 – 24. März 2022 1 Woche \| 1 \| Les Enfoirés \| 2022: Un air d’Enfoirés \| – \| \| 25. März 2022 – 31. März 2022 1 Woche \| 1 \| Josman \| M.A.N. (Black Roses & Lost Feelings) \| – \| \| 1. April 2022 – 7. April 2022 1 Woche (insgesamt 3) \| 3 \| Stromae \| Multitude \| – \| \| 8. April 2022 – 14. April 2022 1 Woche \| 1 \| Red Hot Chili Peppers \| Unlimited Love \| – \| \| 15. April 2022 – 21. April 2022 1 Woche (insgesamt 3) \| 3 \| Stromae \| Multitude \| – \| \| 22. April 2022 – 28. April 2022 1 Woche \| 1 \| Green Montana \| Nostalgia+ \| – \| \| 29. April 2022 – 5. Mai 2022 1 Woche (insgesamt 4) \| 4 \| Ninho \| Jefe \| – \| \| 6. Mai 2022 – 12. Mai 2022 1 Woche \| 1 \| Rammstein \| Zeit \| – \| \| 13. Mai 2022 – 19. Mai 2022 1 Woche \| 1 \| Renaud \| Métèque \| – \| \| 20. Mai 2022 – 26. Mai 2022 1 Woche \| 1 \| Dadju \| Cullinan \| – \| \| 27. Mai 2022 – 2. Juni 2022 1 Woche \| 1 \| Harry Styles \| Harry’s House \| – \| \| 3. Juni 2022 – 9. Juni 2022 1 Woche \| 1 \| Tiakola \| Mélo \| – \| \| 10. Juni 2022 – 16. Juni 2022 1 Woche (insgesamt 2) \| 2 \| Jul \| Extraterrestre \| – \| \| 17. Juni 2022 – 23. Juni 2022 1 Woche \| 1 \| S-Crew \| SZR2001 \| – \| \| 24. Juni 2022 – 30. Juni 2022 1 Woche (insgesamt 2) \| 2 \| Jul \| Extraterrestre \| – \| \| 1. Juli 2022 – 7. Juli 2022 1 Woche \| 1 \| Bigflo & Oli \| Les autres c’est nous \| – \| \| 8. Juli 2022 – 14. Juli 2022 1 Woche (insgesamt 6) \| 6 \| Gazo \| KMT \| – \| \| 15. Juli 2022 – 21. Juli 2022 1 Woche \| 1 \| Keen’V \| Diamant \| – \| \| 22. Juli 2022 – 4. August 2022 2 Wochen (insgesamt 6) \| 6 \| Gazo \| KMT \| – \| \| 5. August 2022 – 11. August 2022 1 Woche \| 1 \| Beyoncé \| Renaissance \| – \| \| 12. August 2022 – 1. September 2022 3 Wochen (insgesamt 6) \| 6 \| Gazo \| KMT \| – \| \| 2. September 2022 – 8. September 2022 1 Woche \| 1 \| Muse \| Will of the People \| – \| \| 9. September 2022 – 15. September 2022 1 Woche \| 1 \| Slimane \| Chroniques d’un cupidon \| – \| \| 16. September 2022 – 22. September 2022 1 Woche \| 1 \| Benjamin Biolay \| Saint-Clair \| – \| \| 23. September 2022 – 20. Oktober 2022 4 Wochen \| 4 \| Lomepal \| Mauvais ordre \| – \| \| 21. Oktober 2022 – 27. Oktober 2022 1 Woche \| 1 \| Red Hot Chili Peppers \| Return of the Dream Canteen \| – \| \| 28. Oktober 2022 – 3. November 2022 1 Woche \| 1 \| Taylor Swift \| Midnights \| – \| \| 4. November 2022 – 10. November 2022 1 Woche (insgesamt 8) \| 8 \| Orelsan \| Civilisation \| – \| \| 11. November 2022 – 17. November 2022 1 Woche \| 1 \| Dinos \| Hiver à Paris \| – \| \| 18. November 2022 – 24. November 2022 1 Woche \| 1 \| Kendji Girac \| L’école de la vie \| – \| \| 25. November 2022 – 1. Dezember 2022 1 Woche \| 1 \| Sch \| Autobahn \| – \| \| 2. Dezember 2022 – 8. Dezember 2022 1 Woche \| 1 \| Mylène Farmer \| L’emprise \| – \| \| 9. Dezember 2022 – 15. Dezember 2022 1 Woche \| 1 \| Lorenzo \| Légende vivante \| – \| \| 16. Dezember 2022 – 19. Januar 2023 5 Wochen \| 5 \| Jul \| Cœur blanc \| – \| |                                          |                                          |                                          |                           |
| ← 2021 |                                          |                                          |                                          | → 2023 →                  |
| Zeitraum | Wo. ges.                                 | Interpret                                | Titel                                    | Zusätzliche Informationen |
| (Zeitraum, Wochen auf Platz eins, Interpret, Titel, zusätzliche Informationen) |                                          |                                          |                                          |                           |
| 31. Dezember 2021 – 6. Januar 2022 1 Woche (insgesamt 8) | 8                                        | Orelsan                                  | Civilisation                             | –                         |
| 7. Januar 2022 – 20. Januar 2022 2 Wochen (insgesamt 4) | 4                                        | Ninho                                    | Jefe                                     | –                         |
| 21. Januar 2022 – 27. Januar 2022 1 Woche (insgesamt 8) | 8                                        | Orelsan                                  | Civilisation                             | –                         |
| 28. Januar 2022 – 3. Februar 2022 1 Woche | 1                                        | Jazzy Bazz                               | Memoria                                  | –                         |
| 4. Februar 2022 – 10. Februar 2022 1 Woche | 1                                        | Kaaris & Kalash Criminel                 | SVR                                      | –                         |
| 11. Februar 2022 – 24. Februar 2022 2 Wochen | 2                                        | Vald                                     | V                                        | –                         |
| 25. Februar 2022 – 10. März 2022 2 Wochen (insgesamt 8) | 8                                        | Orelsan                                  | Civilisation                             | –                         |
| 11. März 2022 – 17. März 2022 1 Woche (insgesamt 3) | 3                                        | Stromae                                  | Multitude                                | –                         |
| 18. März 2022 – 24. März 2022 1 Woche | 1                                        | Les Enfoirés                             | 2022: Un air d’Enfoirés                  | –                         |
| 25. März 2022 – 31. März 2022 1 Woche | 1                                        | Josman                                   | M.A.N. (Black Roses & Lost Feelings)     | –                         |
| 1. April 2022 – 7. April 2022 1 Woche (insgesamt 3) | 3                                        | Stromae                                  | Multitude                                | –                         |
| 8. April 2022 – 14. April 2022 1 Woche | 1                                        | Red Hot Chili Peppers                    | Unlimited Love                           | –                         |
| 15. April 2022 – 21. April 2022 1 Woche (insgesamt 3) | 3                                        | Stromae                                  | Multitude                                | –                         |
| 22. April 2022 – 28. April 2022 1 Woche | 1                                        | Green Montana                            | Nostalgia+                               | –                         |
| 29. April 2022 – 5. Mai 2022 1 Woche (insgesamt 4) | 4                                        | Ninho                                    | Jefe                                     | –                         |
| 6. Mai 2022 – 12. Mai 2022 1 Woche | 1                                        | Rammstein                                | Zeit                                     | –                         |
| 13. Mai 2022 – 19. Mai 2022 1 Woche | 1                                        | Renaud                                   | Métèque                                  | –                         |
| 20. Mai 2022 – 26. Mai 2022 1 Woche | 1                                        | Dadju                                    | Cullinan                                 | –                         |
| 27. Mai 2022 – 2. Juni 2022 1 Woche | 1                                        | Harry Styles                             | Harry’s House                            | –                         |
| 3. Juni 2022 – 9. Juni 2022 1 Woche | 1                                        | Tiakola                                  | Mélo                                     | –                         |
| 10. Juni 2022 – 16. Juni 2022 1 Woche (insgesamt 2) | 2                                        | Jul                                      | Extraterrestre                           | –                         |
| 17. Juni 2022 – 23. Juni 2022 1 Woche | 1                                        | S-Crew                                   | SZR2001                                  | –                         |
| 24. Juni 2022 – 30. Juni 2022 1 Woche (insgesamt 2) | 2                                        | Jul                                      | Extraterrestre                           | –                         |
| 1. Juli 2022 – 7. Juli 2022 1 Woche | 1                                        | Bigflo & Oli                             | Les autres c’est nous                    | –                         |
| 8. Juli 2022 – 14. Juli 2022 1 Woche (insgesamt 6) | 6                                        | Gazo                                     | KMT                                      | –                         |
| 15. Juli 2022 – 21. Juli 2022 1 Woche | 1                                        | Keen’V                                   | Diamant                                  | –                         |
| 22. Juli 2022 – 4. August 2022 2 Wochen (insgesamt 6) | 6                                        | Gazo                                     | KMT                                      | –                         |
| 5. August 2022 – 11. August 2022 1 Woche | 1                                        | Beyoncé                                  | Renaissance                              | –                         |
| 12. August 2022 – 1. September 2022 3 Wochen (insgesamt 6) | 6                                        | Gazo                                     | KMT                                      | –                         |
| 2. September 2022 – 8. September 2022 1 Woche | 1                                        | Muse                                     | Will of the People                       | –                         |
| 9. September 2022 – 15. September 2022 1 Woche | 1                                        | Slimane                                  | Chroniques d’un cupidon                  | –                         |
| 16. September 2022 – 22. September 2022 1 Woche | 1                                        | Benjamin Biolay                          | Saint-Clair                              | –                         |
| 23. September 2022 – 20. Oktober 2022 4 Wochen | 4                                        | Lomepal                                  | Mauvais ordre                            | –                         |
| 21. Oktober 2022 – 27. Oktober 2022 1 Woche | 1                                        | Red Hot Chili Peppers                    | Return of the Dream Canteen              | –                         |
| 28. Oktober 2022 – 3. November 2022 1 Woche | 1                                        | Taylor Swift                             | Midnights                                | –                         |
| 4. November 2022 – 10. November 2022 1 Woche (insgesamt 8) | 8                                        | Orelsan                                  | Civilisation                             | –                         |
| 11. November 2022 – 17. November 2022 1 Woche | 1                                        | Dinos                                    | Hiver à Paris                            | –                         |
| 18. November 2022 – 24. November 2022 1 Woche | 1                                        | Kendji Girac                             | L’école de la vie                        | –                         |
| 25. November 2022 – 1. Dezember 2022 1 Woche | 1                                        | Sch                                      | Autobahn                                 | –                         |
| 2. Dezember 2022 – 8. Dezember 2022 1 Woche | 1                                        | Mylène Farmer                            | L’emprise                                | –                         |
| 9. Dezember 2022 – 15. Dezember 2022 1 Woche | 1                                        | Lorenzo                                  | Légende vivante                          | –                         |
| 16. Dezember 2022 – 19. Januar 2023 5 Wochen | 5                                        | Jul                                      | Cœur blanc                               | –                         |

## Jahreshitparaden
| ← 2021 ← | Liste der Nummer-eins-Hits in Frankreich | Liste der Nummer-eins-Hits in Frankreich | Liste der Nummer-eins-Hits in Frankreich | 2023 →   |
| \| Singles \| Position# \| Alben \| \| ---------------------------------------------------------------------------------------------------------------------------------------------------------------- \| --------- \| --------------------- \| \| Tout va bien Alonzo feat. Ninho & Naps Louis Antoine Marie Jacoberger, Abderrahmane Meziane, William Levi Nzobazola, Kamel Kasmi, Nabil Boukhobza, Kassimou Djae \| 1 \| Civilisation Orelsan \| \| Calm Down Rema Divine Ikubor, Alexander Osamudiame Uwaifo, Michael Ovie Hunter \| 2 \| Jefe Ninho \| \| Jefe Ninho Philipp Bock, Nicolas Anthony Stenz, Arthur Minasyan, William Levi Nzobazola \| 3 \| Multitude Stromae \| \| Suavemente Soolking Abderraouf Derradji \| 4 \| KMT Gazo \| \| Die Gazo Ibrahima Diakité, Amine Adam Diouane, Mickael Ormiga Gangya \| 5 \| Extraterrestre Jul \| \| Filtré Timal feat. Gazo Yannick Stephane Messanh Mahouto, Ruben Leevay Louis, Ibrahima Diakité \| 6 \| Nonante-cinq Angèle \| \| Clic clic pan pan Yanns Yannick Franck Thomas Schweitzer, Elyas Salem Fathi \| 7 \| Mauvais ordre Lomepal \| \| As It Was Harry Styles Harry Edward Styles, Thomas Edward Percy Hull, Tyler Sam Johnson \| 8 \| V Vald \| \| Fade Up Zeg P feat. Hamza & Sch Julien Schwarzer, Hamza Al-Farissi, Mohamed Zeghoudi \| 9 \| Mélo Tiakola \| \| VVS Ninho William Levi Nzobazola, Léo Lucien René Le Roux \| 10 \| Cœur Clara Luciani \| |                                          |                                          |                                          |          |
| ← 2021 |                                          |                                          |                                          | → 2023 → |
| Singles | Position#                                | Alben                                    |                                          |          |
| Tout va bien Alonzo feat. Ninho & Naps Louis Antoine Marie Jacoberger, Abderrahmane Meziane, William Levi Nzobazola, Kamel Kasmi, Nabil Boukhobza, Kassimou Djae | 1                                        | Civilisation Orelsan                     |                                          |          |
| Calm Down Rema Divine Ikubor, Alexander Osamudiame Uwaifo, Michael Ovie Hunter | 2                                        | Jefe Ninho                               |                                          |          |
| Jefe Ninho Philipp Bock, Nicolas Anthony Stenz, Arthur Minasyan, William Levi Nzobazola | 3                                        | Multitude Stromae                        |                                          |          |
| Suavemente Soolking Abderraouf Derradji | 4                                        | KMT Gazo                                 |                                          |          |
| Die Gazo Ibrahima Diakité, Amine Adam Diouane, Mickael Ormiga Gangya | 5                                        | Extraterrestre Jul                       |                                          |          |
| Filtré Timal feat. Gazo Yannick Stephane Messanh Mahouto, Ruben Leevay Louis, Ibrahima Diakité | 6                                        | Nonante-cinq Angèle                      |                                          |          |
| Clic clic pan pan Yanns Yannick Franck Thomas Schweitzer, Elyas Salem Fathi | 7                                        | Mauvais ordre Lomepal                    |                                          |          |
| As It Was Harry Styles Harry Edward Styles, Thomas Edward Percy Hull, Tyler Sam Johnson | 8                                        | V Vald                                   |                                          |          |
| Fade Up Zeg P feat. Hamza & Sch Julien Schwarzer, Hamza Al-Farissi, Mohamed Zeghoudi | 9                                        | Mélo Tiakola                             |                                          |          |
| VVS Ninho William Levi Nzobazola, Léo Lucien René Le Roux | 10                                       | Cœur Clara Luciani                       |                                          |          |